# مگومو تامورا
مگومو تامورا (به انگلیسی: Megumu Tamura) بازیکن فوتبال اهل ژاپن و عضو تیم ملی فوتبال ژاپن است که در تاریخ ۰۷ مارس ۱۹۵۱ میلادی اولین بازی ملی‌اش را انجام داد. او در ۳ بازی ملی حضور داشت و آخرین بازی ملی خود را در تاریخ ۹ مارس ۱۹۵۱ میلادی انجام داد. مگومو تامورا در بازی‌های ملی‌اش
گلی به ثمر نرساند.